# Sidole (Dorf)
Sidole ist ein osttimoresisches Dorf im Suco Fahiria (Verwaltungsamt Aileu, Gemeinde Aileu).

## Geographie und Einrichtungen
Sidole liegt im Westen der Aldeia Sidole. Nördlich fließt der Huituco, der westlich von Sidole sich mit dem von Norden kommenden Berecali zum Mumdonihun vereinigt. Die Flüsse gehören zum System des Nördlichen Laclós. Über Furten gelangt man zum nördlich gelegenen Dorf Saboria (Suco Saboria), in dem sich die nächstgelegene Grundschule befindet, und zur Gemeindehauptstadt Aileu im Westen. Der Wasserstand der Flüsse ist vom Wechsel von Trocken- und Regenzeit abhängig. Südlich liegt das Dorf Era Kalen (Aldeia Fahiria) und südwestlich der kleine See Leboluli. In Richtung Südosten steigt das Land auf eine Meereshöhe von über 1000 m an.
In Sidole befindet sich die katholische Kapelle Peter und Paul.